# Джованні Мореллі

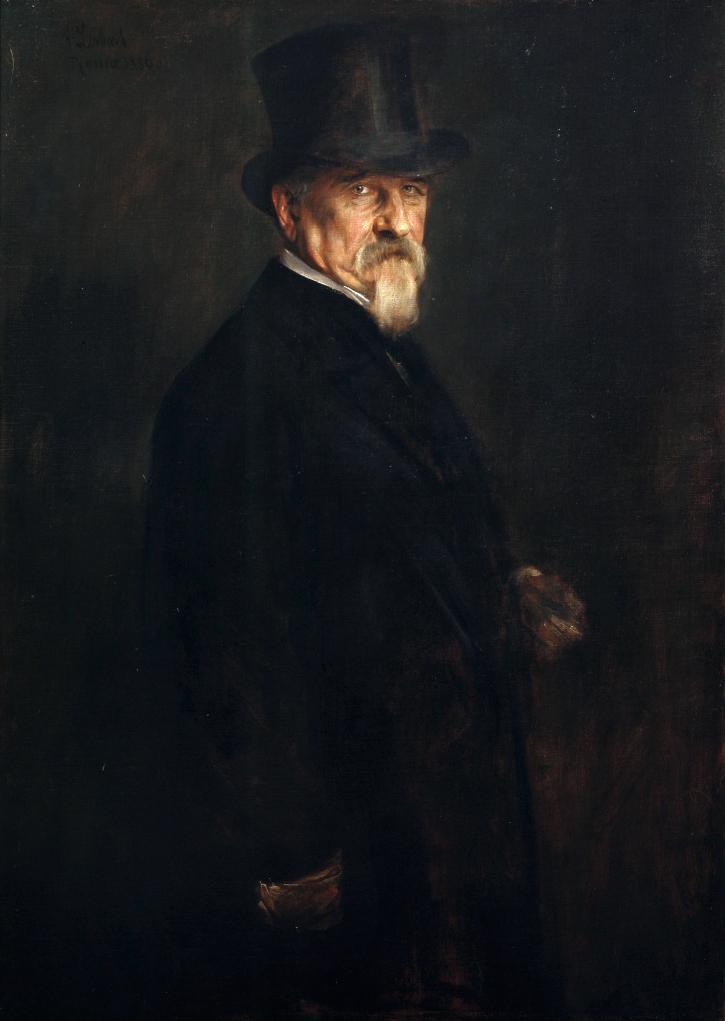
Франц фон Ленбах. «Портрет Джованні Мореллі», 1886 р.

Джованні Мореллі, справжнє ім'я Ніколаос Шеффлер (25 лютого 1816, Верона — 28 лютого 1891, Мілан) — італійський політик та історик мистецтва.
Джованні Мореллі здобув освіту у Мюнхенському університеті. Був депутатом і сенатором. Саме йому приписуєтся закладання основ порівняльного аналізу.

## Основні праці
Численні його статті з художньої критики з'явилися в «Zeitschrift für bildende Kunst» за 1874–1876 роки під псевдонімом Iwan Lermolieff. Під тим же псевдонімом він видав «Die Werke italienischer Meister in den Galerien von München, Dresden u. Berlin» (Лейпциг, 1880 рік).
Головна його праця — «Kunstkritische Studien über italienische Malerei» (1890–1893), стосується галерей Боргезе і Доріа-Памфілі у Римі, а також мюнхенської, дрезденської і берлінської галерей. Його багата картинна галерея (описана Фріццом, Бергамо, 1892 рік) заповідана ним рідному місту — Вероні.
1895 року в Мілані Джованні Мореллі встановлено пам'ятник.